# Meristogenys
Genre
Meristogenys est un genre d'amphibiens de la famille des Ranidae.

## Répartition
Les treize espèces de genre sont endémiques de l'île de Bornéo.

## Liste des espèces
Selon Amphibian Species of the World (9 octobre 2015) :
- Meristogenys amoropalamus (Matsui, 1986)
- Meristogenys dyscritus Shimada, Matsui, Yambun & Sudin, 2011
- Meristogenys jerboa (Günther, 1872)
- Meristogenys kinabaluensis (Inger, 1966)
- Meristogenys macrophthalmus (Matsui, 1986)
- Meristogenys maryatiae Matsui, Shimada & Sudin, 2010
- Meristogenys orphnocnemis (Matsui, 1986)
- Meristogenys penrissenensis Shimada, Matsui, Nishikawa & Eto, 2015
- Meristogenys phaeomerus (Inger & Gritis, 1983)
- Meristogenys poecilus (Inger & Gritis, 1983)
- Meristogenys stenocephalus Shimada, Matsui, Yambun & Sudin, 2011
- Meristogenys stigmachilus Shimada, Matsui, Yambun & Sudin, 2011
- Meristogenys whiteheadi (Boulenger, 1887)

## Publication originale
- Yang, 1991 : Phylogenetic systematics of the Amolops group of ranid frogs of southeastern Asia and the Greater Sunda Islands. Fieldiana, Zoology, New Series, vol. 63, p. 1-42 (texte intégral).